# Yaginumanis sexdentatus
Yaginumanis sexdentatus is een spinnensoort in de taxonomische indeling van de springspinnen (Salticidae).
Het dier behoort tot het geslacht Yaginumanis. De wetenschappelijke naam van de soort werd voor het eerst geldig gepubliceerd in 1967 door Takeo Yaginuma.